# Cuspidaria elegans
Espèce
Synonymes
- Neaera elegans Hinds, 1843
- Neaera moluccana Adams & Reeve, 1850

Cuspidaria elegans est une espèce de mollusques bivalves de la famille des Cuspidariidae.
Elle est trouvée en Indonésie, aux Philippines, dans le sud de la mer de Chine et à Taïwan.
Son nom en chinois est 华美杓蛤.

## Publication originale
- RB Hinds, 1843. Descriptions of new shells from the collection of Captain Sir Edward Belcher. The Annals and Magazine of Natural History.